# Academia Feirense de Letras
A Academia Feirense de Letras é a entidade literária do município brasileiro de Feira de Santana, no estado da Bahia. Desde 2007 a sede da Academia está situada na Praça João Pedreira, no Centro de Feira de Santana.